# Besuchetostes kodaikanalense
Besuchetostes kodaikanalense är en skalbaggsart som beskrevs av Renaud Maurice Adrien Paulian 1975. Besuchetostes kodaikanalense ingår i släktet Besuchetostes och familjen Hybosoridae. Inga underarter finns listade.